# Tjurkö församling
Tjurkö församling var en församling i Lunds stift.
Kyrkan, Tjurkö kyrka, av reveterat trä invigdes 1929. Predikstolen från 1664 har tillhört Hällaryds kyrka. 

## Administrativ historik
Församlingen bildades 1 maj 1888 genom en utbrytning ur Augerums församling. Den ingick fram till 1 maj 1923 i Torhamns pastorat, därefter bildade den med Sturkö församling ett eget pastorat. 1962 ingick församlingen i pastoratet för Karlskrona stadsförsamling och uppgick i denna församling 1 januari 1964. Den 1 januari 1989 utbröts området motsvarande Tjurkö församling och överfördes till Sturkö församling och Ramdala-Sturkö pastorat. 
2002 bildades en kyrklig samfällighet av församlingarna i Jämjö, Ramdala, Sturkö, Kristanopel och Torhamn. Samfälligheten bildar Jämjö pastorat med pastorsexpedition i Jämjö.